# ANRS
ANRS（アンルス、Automatic Noise Reduction System）は、日本ビクター（現・JVCケンウッド）が4チャンネルステレオの差信号ノイズ低減のために開発した音声信号用ノイズリダクションシステムである。

## 概要

### ANRS
ドルビーBタイプNRと、周波数特性上互換性がある。ドルビーは音声周波数帯域を低音域と高音域に分割し、高音域信号を処理後に再合成するツーパス・エンコード方式であるが、ANRSは音声周波数帯域を非分離のまま合成するワンパス・エンコード方式である。同技術は、1970年、同社が開発した4チャンネルステレオ方式である、CD-4方式で、前後の差信号におけるノイズ抑制のために開発されたものである。その後、1972年6月に発売された同社製のカセットデッキ「CCR-667」にANRSが搭載されて認知が広まり、ドルビーとの間で互換性を正式に確認した。1980年代半ばにはドルビーBタイプ/CタイプNRが主流となる。
2018年3月には、ティアックからANRSやドルビーBタイプNRで録音されたカセットテープに対応させるべく、当社が独自に開発したドルビーBタイプNR・ANRS互換再生専用カスタムノイズリダクションを搭載したオートリバース非対応の個人用ダブルカセットデッキ「TEAC W-1200」、および業務用ダブルカセットデッキ「TASCAM 202MK VII」がそれぞれ発売された。

### Super ANRS

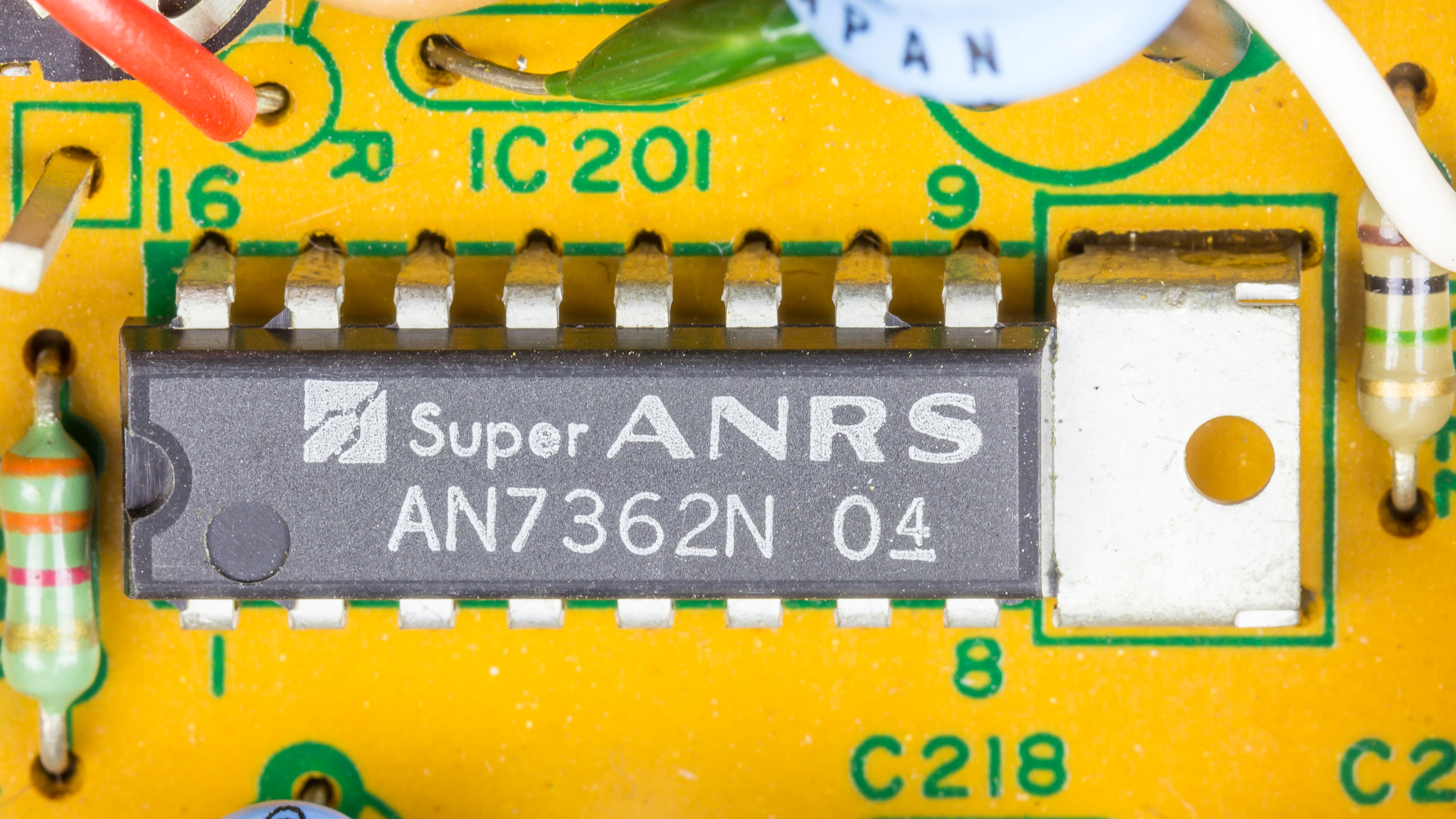
日本ビクター製（Victor/JVC）のカセットデッキ「KD-A22」（1980年発売）に搭載されたSuper ANRSのIC「AN7362N」

Super ANRS（スーパー・アンルス）は、磁気テープが本来持つ高域リニアリティを向上・改善させる目的で、1975年にANRSをベースに開発され、同年9月に発売された同社製の生録用ステレオポータブルカセットレコーダー「ナマロク KD-4」に初めて搭載された。Super ANRSは高域の高レベル信号を録音時に圧縮し、再生時に伸張するもので、原理としては他のNR方式と同じである。特長は従来のANRS回路に簡単な回路の追加で改善できることで、ANRSと同じノイズリダクション効果のほか、0VU 10kHz録音で6dB、+5VU録音で12dBのダイナミックレンジの改善が可能である。ただし、ANRSとの互換性は全くなく、ノイズリダクションの基本的な効果はANRSと同じである。一部文献等でドルビーCタイプNR互換との記述も見られるがこれは大きな誤りである。なお、1981年10月に発売された同社製の据置型カセットデッキ「KD-D22」への搭載を最後に、それ以後の同社製のカセットデッキやミニコンポ、ステレオラジカセ等のパーソナルオーディオシステムにはANRS/スーパーANRSの代替として段階的にドルビーBタイプ/CタイプNRが搭載されることとなった。
 